# Aroa difficilis
Aroa difficilis är en fjärilsart som beskrevs av Walker 1865. Aroa difficilis ingår i släktet Aroa och familjen tofsspinnare. Inga underarter finns listade i Catalogue of Life.